# 菲申
菲申，全称阿尔高地区菲申（德语：Fischen im Allgäu），是德国巴伐利亚州的一个市镇。总面积13.59平方公里，总人口3033人，其中男性1435人，女性1598人（2011年12月31日），人口密度223人/平方公里。